# Jesus (periodico)
Jesus è una rivista cattolica mensile di cultura e attualità religiosa di orientamento cattolico, edita dalle Periodici San Paolo.

## Storia
Fondata nel 1977 da don Antonio Tarzia, che ne fu per lunghi anni il direttore responsabile, è diventata testata autonoma nel gennaio 1979, ed ha oggi una tiratura media di 35 000 copie.
La "mission" è quella di essere una rivista sulla fede, aperta alle grandi religioni monoteistiche, cristianesimo, islam ed ebraismo, con un occhio anche per le altre culture religiose. In un'ottica ecumenica, si incontrano sulle sue pagine personalità di religioni diverse, anche come collaboratori fissi.

## Direttori
- don Antonio Tarzia (1977 - settembre 2013)
- don Antonio Rizzolo (ottobre 2013 - in carica)[3]